# Vladimir Karpets
Vladimir Alexandrovitsj Karpets (Russisch: Владимир Александрович Карпец) (Sint-Petersburg, 20 september 1980) is een Russisch voormalig wielrenner.

## Carrière
Karpets werd beroepswielrenner in 1998, voor het team Lokosphinx, later Elite en Itera geheten. In 2003 stapte hij over naar het grotere iBanesto.com. In 2004 heette dit team Illes Balears.
In 2003 werd hij 100e in de Tour de France en 14e in het jongerenklassement. In 2004 werd hij 13e en won hij het jongerenklassement. Tevens won hij dat jaar de Ronde van Rioja en werd hij 2e in de Ronde van Catalonië. In 2005 werd hij 7e in de Ronde van Italië. 
2007 was zijn sterkste jaar tot nu toe. Hij won de Ronde van Catalonië en enkele weken later zette hij ook de Ronde van Zwitserland op zijn naam. Deze dubbel volgde hij op met twee sterke optredens in de Grote Rondes: 14e in de Tour en 7e in de Vuelta.
Karpets was een ronderenner die het goed deed in de bergen. Tevens kon hij goed tijdrijden. Na het seizoen 2012-13 is hij niet meer actief. 

## Belangrijkste overwinningen
2003
- 2e etappe Vuelta Castilla y Leon (ploegentijdrit)

2004
- Eindklassement Ronde van Rioja
- 2e etappe Ronde van Castilië en Leon (ploegentijdrit)
- Jongerenklassement Ronde van Frankrijk

2007
- 1e etappe Ronde van Castilla y León
- 3e etappe deel b Ronde van Alentejo
- 2e etappe Ronde van La Rioja
- 1e etappe Ronde van Catalonië (ploegentijdrit)
- Eindklassement Ronde van Catalonië
- Eindklassement Ronde van Zwitserland

2008
- Prueba Villafranca de Ordizia

2010
- 3e etappe Ronde van Burgos (ploegentijdrit)

## Resultaten in voornaamste wedstrijden
| Jaar | Ronde van Italië | Ronde van Frankrijk | Ronde van Spanje |
| ---- | ---------------- | ------------------- | ---------------- |
| 2002 |                  |                     |                  |
| 2003 |                  | 100e                |                  |
| 2004 |                  | 13e                 |                  |
| 2005 | 7e               | 50e                 |                  |
| 2006 |                  | 29e                 | 7e               |
| 2007 |                  | 14e                 | 7e               |
| 2008 | 31e              |                     |                  |
| 2009 |                  | 11e                 |                  |
| 2010 | 14e              | opgave              | 11e              |
| 2011 |                  | 28e                 | 42e              |
| 2012 |                  | 53e                 |                  |
| 2013 | 47e              |                     |                  |

| Jaar | Milaan-San Remo | Ronde van Lombardije | Clásica San Sebastián | Cyclassics Hamburg |  | WK op de weg |  | Wereldranglijsten |
| ---- | --------------- | -------------------- | --------------------- | ------------------ |  | ------------ |  | ----------------- |
| 2002 |                 |                      |                       |                    |  | 103e         |  |                   |
| 2003 |                 |                      |                       |                    |  | 97e          |  |                   |
| 2004 |                 |                      |                       |                    |  |              |  |                   |
| 2005 |                 |                      |                       |                    |  |              |  | 73e (UPT)         |
| 2006 |                 |                      |                       |                    |  | 43e          |  | 57e (UPT)         |
| 2007 |                 |                      |                       |                    |  | 46e          |  | 10e (UPT)         |
| 2008 | 55e             |                      |                       | 45e                |  | 20e          |  |                   |
| 2009 |                 | 66e                  | 36e                   |                    |  | 105e         |  | 28e (UWK)         |
| 2010 |                 |                      |                       |                    |  |              |  | 54e (UWK)         |
| 2011 |                 |                      | 84e                   |                    |  |              |  |                   |
| 2012 |                 |                      | 67e                   |                    |  |              |  |                   |

Arrieta ·
Flecha ·
García ·
Gutiérrez ·
Jiménez ·
Karpets ·
Lastras ·
López ·
Mancebo ·
Mateos ·
Mensjov ·
Mercado ·
Odriozola ·
A. Osa ·
U. Osa ·
Pascual ·
Petrov ·
Piepoli ·
Plaza ·
Zandio
Arrieta ·
Becke ·
Colom ·
Gálvez ·
García ·
Gutiérrez ·
Horrach ·
Karpets ·
Lastras ·
López ·
Mancebo ·
Mensjov ·
Navas ·
A. Osa ·
U. Osa ·
Pradera ·
Radochla ·
Reynés ·
Tauler ·
Zandio
Arrieta ·
Arroyo ·
Becke ·
Carrasco ·
Colom ·
Erviti ·
Escobar ·
Gálvez ·
García ·
Gonzalez ·
Gutiérrez ·
Horrach ·
Julia ·
Karpets ·
Lastras ·
Leonet ·
Mancebo ·
Navas ·
A. Osa ·
U. Osa ·
Pérez ·
Pradera ·
Reynés ·
Tauler ·
Valverde ·
Zandio
Arroyo ·
Berthou ·
Brard ·
Carrasco ·
Colom ·
Erviti ·
Fertonani ·
Gálvez (tot 26/11) ·
García ·
Gutiérrez ·
Horrach ·
Jefimkin ·
Julia ·
Karpets ·
Lastras ·
Leonet ·
Markov ·
Pereiro ·
A. Pérez ·
F. Pérez ·
Perget ·
Portal ·
Pradera ·
Reynés ·
Rodríguez ·
Valverde ·
Zaballa ·
Zandio
Arroyo ·
Berthou ·
Brard ·
Erviti ·
Fertonani ·
García ·
Gutiérrez ·
Horrach ·
Jefimkin ·
Karpets ·
Lastras ·
López ·
Losada ·
Markov ·
Pereiro ·
A. Pérez ·
F. Pérez ·
Perget ·
Plaza ·
N. Portal ·
S. Portal ·
Reynés ·
Rodríguez ·
Rojas ·
Sánchez ·
Valverde ·
Zaballa ·
Zandio
Arroyo ·
Charteau ·
Coyot ·
Drujon ·
Erviti ·
García ·
Gutiérrez ·
Horrach ·
Karpets ·
Lastras ·
López ·
Losada ·
Moreno ·
Pasamontes ·
Patanchon ·
Pereiro ·
F. Pérez ·
M. Pérez ·
Perget ·
Portal ·
Rodríguez ·
Rojas ·
Rujano ·
Sánchez ·
Urán ·
Valverde ·
Zandio
Bodrogi · 
Botsjarov ·
Broett · 
Colom · 
Dehaes (tot 30/06) ·
Galimzjanov ·
Horrach · 
Ignatjev · 
Ivanov ·
Jeskov ·
Karpets · 
Klimov · 
Markov · 
Mazzanti · 
McEwen · 
Michajlov ·  
Napolitano · 
Petrov · 
Pfannberger · 
Pozzato · 
Rovny · 
Serov · 
Steegmans (tot 31/07) · 
Swift · 
Troesov · 
Vandenbergh · 
Vantomme ·
Debusschere (stagiair) ·
Ovetsjkin (stagiair) 
Bandiera · 
Bodrogi · 
Botsjarov ·
Broett · 
Caruso ·
Chalilov ·
Galimzjanov ·
Goesev ·
Horrach · 
Ignatjev · 
Ivanov ·
Jeskov ·
Karpets ·
Kirchen (tot 31/07) · 
Klimov · 
Kolobnev ·
Kritski ·
Mazzanti · 
McEwen ·   
Napolitano ·
Ovetsjkin · 
Petrov · 
Pliușchin · 
Pozzato · 
Rodríguez · 
Silin · 
Troesov · 
Vandenbergh · 
Vantomme ·
Vorganov ·
Antonov (stagiair) ·
Mironov (stagiair) ·
Porsev (stagiair)
Arguelyes · 
Broett · 
Caruso ·
Di Luca ·
Galimzjanov ·
Goesev ·
Horrach · 
Hoste · 
Ignatenko · 
Ignatjev · 
Isajtsjev ·
Ivanov ·
Karpets ·
Koetsjynski ·
Kolobnev ·
Kritski ·
Losada · 
Mironov ·
Moreno ·   
Ovetsjkin · 
Paolini ·
Pliușchin · 
Porsev · 
Pozzato · 
Rodríguez · 
Silin · 
Troesov · 
Trofimov ·
Vandenbergh · 
Vantomme ·
Vorganov
Amador · 
Arroyo · 
Bruseghin · 
Castroviejo ·
Cobo · 
Costa · 
Erviti · 
Gutiérrez · 
Jesús Herrada ·  
José Herrada ·
Intxausti · 
Iriarte · 
Karpets · 
Kiryjenka · 
Konovalovas ·
Lastras · 
López · 
Madrazo · 
Moreno · 
Pardilla · 
Plaza · 
Quintana · 
Rojas · 
Samojlaw · 
Sanz · 
Valverde · 
Ventoso ·
Visconti · 
Angarita (stagiair)
Amador · 
Arroyo · 
Bruseghin · 
Capecchi · 
Castroviejo · 
Cobo · 
Costa  · 
Dowsett · 
Erviti · 
Jesús Herrada · 
José Herrada · 
Gutiérrez · 
Intxausti · 
Karpets · 
Lastras · 
Madrazo · 
Moreno · 
Pardilla · 
Plaza · 
Quintana · 
Rojas · 
Samojlaw · 
Sanz · 
Szmyd · 
Valverde · 
Ventoso · 
Visconti